# Flykten (film, 1964)
Flykten (franska: L'insoumis) är en fransk-Italiensk dramafilm från 1964 i regi av Alain Cavalier.

## Rollista i urval
- Alain Delon - Thomas Vlassenroot
- Lea Massari - Dominique Servet
- Georges Géret - löjtnant Fraser
- Maurice Garrel - Pierre Servet
- Robert Castel - Amerio
- Viviane Attia - Maria
- Robert Bazil - Marias far
- Paul Pavel - Félicien